# Federico Enrique de Sajonia-Zeitz-Pegau-Neustadt
Federico Enrique de Sajonia-Zeitz-Pegau-Neustadt (Moritzburgo, 21 de julio de 1668 - Neustadt an der Orla, 18 de diciembre de 1713) fue un príncipe alemán de la Casa de Wettin.
Fue el cuarto hijo (pero tercero de los supervivientes) de Mauricio, duque de Sajonia-Zeitz, y su segunda esposa, Dorotea María de Sajonia-Weimar.

## Biografía
En Öls el 23 de abril de 1699, Federico Enrique se casó con Sofía Angélica de Württemberg-Oels. Poco después, su hermano mayor, el duque Mauricio Guillermo, duque de Sajonia-Zeitz, le dio las ciudades de Pegau y Neustadt como infantazgo. Desde entonces, asumió el título de duque de Sajonia-Zeitz-Pegau-Neustadt (Herzog von Sachsen-Zeitz-Pegau-Neustadt). Su esposa Sofía murió después de solo 19 meses de matrimonio el 11 de noviembre de 1700.
En Moritzburgo el 27 de febrero de 1702, Federico se casó por segunda vez, con Ana Federica Filipina de Schleswig-Holstein-Sonderburg-Wiesenburg. Tuvieron dos hijos:
1. Mauricio Adolfo Carlos (Moritzburgo, 1 de diciembre de 1702 - Pöltenberg, 20 de junio de 1759), duque de Sajonia-Zeitz-Pegau-Neustadt (1713-18), obispo de Hradec Králové (Königrgrätz) (1732) y Litoměřice (Leitmeritz) (1733-52),
2. Dorotea Carlota (Moritzburgo, 20 de mayo de 1708 - 8 de noviembre de 1708).

La muerte de su sobrino, el duque heredero Federico Augusto, el 17 de febrero de 1710, lo convirtió en heredero aparente del ducado de Sajonia-Zeitz, debido a que su hermano inmediatamente mayor, Cristián Augusto era un sacerdote.
No obstante, murió tres años más tarde, cinco antes que su hermano Mauricio Guillermo. Su único hijo, Mauricio Adolfo Carlos, le sucedió en Pegau-Neustadt, pero, siendo aún menor, fue colocado bajo la custodia de su tío Mauricio Guillermo y se convirtió en el nuevo heredero aparente de Sajonia-Zeitz. Sin embargo poco después (1718) el mismo joven Mauricio Adolfo se convirtió en sacerdote y renunció a sus pretensiones al ducado, lo que llevó inevitablemente a la extinción de la línea Sajonia-Zeitz.
Sin otros herederos masculinos, Zeitz fue finalmente absorbido por el Electorado de Sajonia después de la muerte de Mauricio Guillermo.